# Třída Imperial Marinheiro
Třída Imperial Marinheiro je třída oceánských remorkérů brazilského námořnictva, využívaných též jako mateřské lodě ponorek a hlídkové lodě. Brazilské námořnictvo je klasifikuje jako korvety. Celkem bylo postaveno 12 jednotek této třídy. Ve službě jsou od roku 1955. K roku 2021 brazilské námořnictvo provozovalo poslední jednotku této třídy. Jediným zahraničním uživatelem třídy byla Namibie.

## Stavba
Celkem bylo postaveno 10 jednotek této třídy. Do stavby se zapojilo několik nizozemských loděnic. Do služby byly přijaty roku 1955.
Jednotky třídy Imperial Marinheiro:
| Jméno                     | Zahájení stavby | Spuštěna | Vstup do služby   | Status |
| ------------------------- | --------------- | -------- | ----------------- | --- |
| Imperial Marinheiro (V15) | 1954            | 1954     | 18. června 1955   | Vyřazena 2015. |
| Iguatemi (V16)            | 1953            | 1952     | 19. září 1955     | Vyřazena 1995. |
| Ipiranga (V17)            | 1953            | 1952     | 6. ledna 1955     | Vyřazena 1983. |
| Forte de Coimbra (V18)    | 1953            | 1952     | 26. července 1955 | Dne 12. listopadu 1996 ztroskotala u přístavu Natal.                                                                               |
| Caboclo (V19)             | 1953            | 1952     | 16. června 1955   | Aktivní. |
| Angostura (V20)           | 1953            | 1952     | 1. srpna 1955     | Vyřazena 2004. |
| Bahiana (V21)             | 1953            | 1952     | 11. června 1955   | Vyřazena 2003. |
| Mearim (V22)              | 1953            | 1952     | 3. srpna 1955     | Vyřazena 1998. |
| Purus (V23)               | 1953            | 1952     | 4. července 1955  | Vyřazena 2002. Od 25. června 2004 provozována namibijským námořnictvem jako Lt. Gen. Jeromboam Dimo Hamaambo (C11), vyřazena 2012. |
| Solimões (V24)            | 1953            | 1952     | 3. srpna 1955     | Vyřazena 2005. |

## Konstrukce

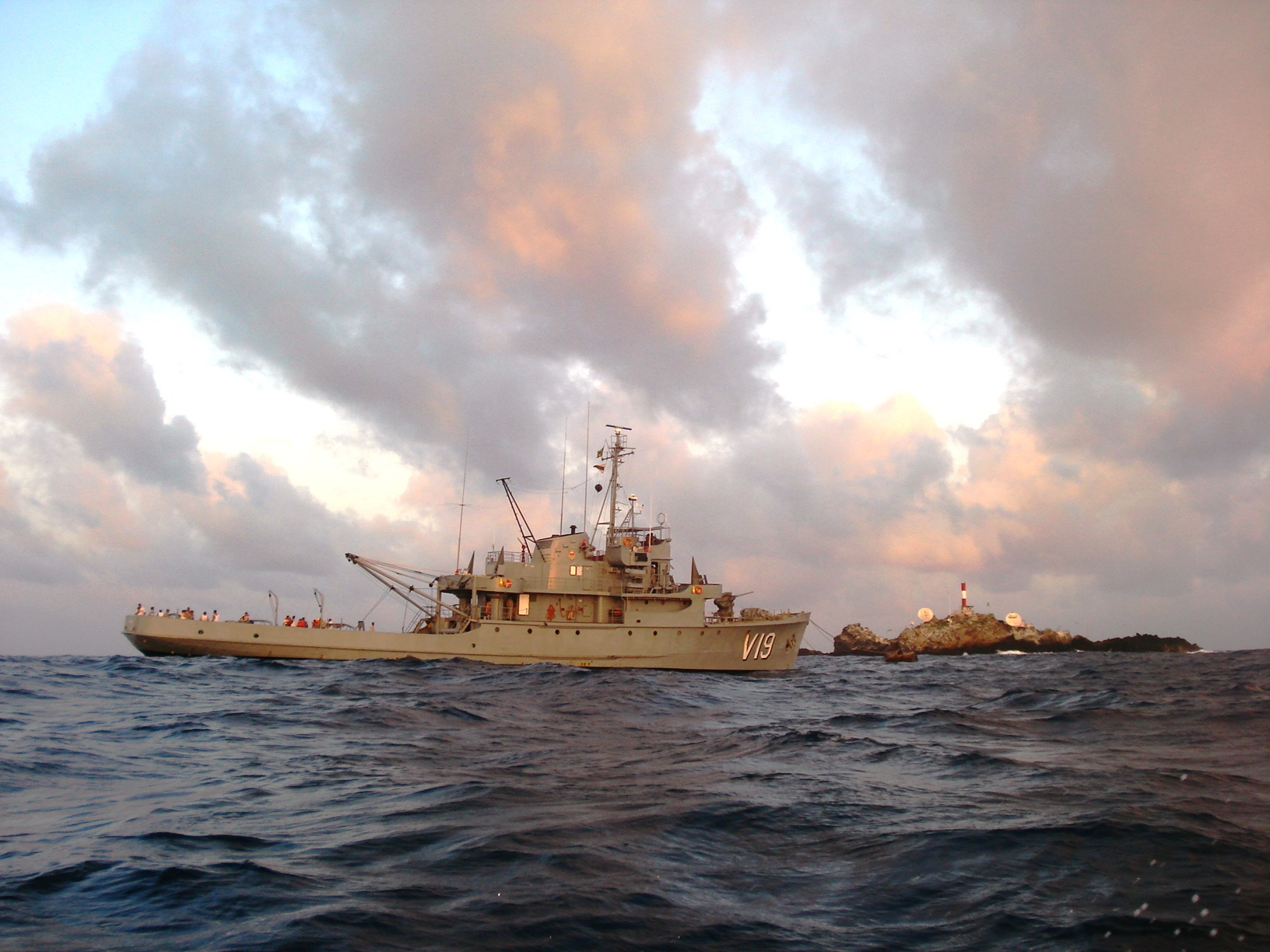
Caboclo (V19)

Plavidla nesou navigační radar Decca. Výzbroj tvoří jeden 76mm kanón Mk.26 a čtyři 20mm kanóny. Pohonný systém tvoří dva diesely Sulzer 6TD36 o výkonu 2160 hp, pohánějící dva lodní šrouby. Nejvyšší rychlost dosahuje 16 uzlů.